# Australosymmerus bisetosus
Australosymmerus bisetosus är en tvåvingeart som först beskrevs av Edwards 1940.  Australosymmerus bisetosus ingår i släktet Australosymmerus och familjen hårvingsmyggor. Inga underarter finns listade i Catalogue of Life.